# Trum-und Prössinggraben
Trum-und Prössinggraben je naselje v Občini Frantschach-St. Gertraud v Okraju Volšperk na Koroškem v Avstriji.